# Distopie
O distopie (termenii alternativi sunt: cacotopie, kakotopie sau anti-utopie, contra-utopie) reprezintă chiar antiteza unei societăți utopice sau chiar a unei utopii.  O societate distopică se caracterizează prin prezența uneia din formele de guvernare autoritariste sau totalitare sau printr-o formă oarecare de opresiune sau de control social. Termenul provine din limba greacă, în care prefixul dis- are de obicei sensuri negative (ca în „disforic“) în timp ce topos înseamnă „loc“.
O distopie este o comunitate sau societate care este extrem de rea sau îngrozitoare. Este o stare de viață neprielnică, periculoasă, din cauze de depravare ori teroare. 

## Trăsături ale societăților distopice
O societate distopică poate prezenta cel puțin una din aceste trăsături:
- stratificare socială, astfel că apartenența la o clasă socială este definită strict și impusă cu forța, iar mobilitatea socială  este non-existentă (vezi și castă).
- un singur stat național condus de o elită fără idei democratice
- un sistem de propagandă de stat cu programe și sisteme educaționale care îi obligă pe cetățeni să adore statul respectiv și guvernul său, în încercarea de a-i convinge că viața lor în acel stat e dreaptă și bună.
- O conformare la aceste reguli din partea tuturor cetățenilor și ideea că individualismul e ceva negativ
- O figură politică fantomatică ce se află în fruntea acelui stat și pe care oamenii o adoră după ce au fost victime ale unei campanii de cult al personalității, cum ar fi Big Brother din 1984, Binefăcătorul din Noi sau Tatăl din filmul Equilibrium.
- un sentiment de frică sau dezgust față de lumea exterioară.
- o părere negativă în legătură cu viața tradițională sau orice formă de religie organizată, considerată primitivă și lipsită de sens.
- dominarea unei religii a statului, ex. Death-Worship în Estasia din 1984 sau Technopriests în The Incal
- memoria instituțională care poate șterge în orice clipă memoria individuală
- un sistem penal care nu se bazează pe justiție ci folosește tehnici de tortură psihologică sau fizică
- absența unor produse de bază, ca de ex. penuria de alimente
- o constantă supraveghere din partea guvernului, agențiilor sau Poliției secrete
- forțe de poliție militarizată sau forțe private de securitate
- interzicerea prezenței lumii naturale în viața cotidiană
- construcție a unei realități ficționale în care grupuri largi de oameni sunt obligate sau amenințate să creadă
- corupție, impotență sau alte uzurpări ale valorilor democratice
- rivalități ficționale între grupuri care de fapt acționează ca un cartel
- insistențe ale forțelor din sistem care susțin că: 
  - au creat cea mai bună dintre lumile posibile
  - toate problemele se datorează acțiunii inamicului și a cozilor de topor sau ale spionilor săi

## Trăsături ale ficțiunilor distopice
- O poveste spusă selectiv despre o revoluție, un război, o revoltă, efectele suprapopulării, un dezastru natural, o schimbare climaterică ce au adus schimbări dramatice în plan social.
- e o narațiune la persoana I, de obicei pagini extrase dintr-un jurnal, un caiet găsit al unui autor, in viață sau mort,
- un standard de viață scăzut, sau mai scăzut decât în societatea contemporană. În romanul Brave New World sau în filmul Equilibrium, standardul de viață e mai ridicat decât cel din prezent dar prețul plătit pentru asta e pierderea inteligenței si a emoției.
- un protagonist care înțelege că în societatea respectivă e ceva putred
- se bazează pe modele din lumea noastră, dar care sunt conduse de o clică, o corporație, un partid politic totalitar etc.
- deoarece literatura distopică are loc într-un viitor, mai apropiat sau mai îndepărtat, folosește tehnologie mai avansată decât cea existentă în prezent, dar care e controlată exclusiv de grupul celor care dețin puterea. Grupul celor dominați are la dispoziție tehnologie mai proastă decât cea existentă în ziua de azi.

Familiaritatea este trăsătura esențială a distopiei, lumea acesteia  nu e doar neplăcută, ci are unele ecouri din societatea de azi, se bazează pe experiența cititorilor. Dacă cititotorul se identifică cu aceste trăsături și le recunoaște, lectura distopiei se transformă într-o experiență personalizată. 
Autorii se folosesc adesea de convenția literaturii distopice pentru a pune în evidență grija lor față de anumite evoluții periculoase și derapaje din societate. Spre exemplu George Orwell și-a extras titlul 1984 din chiar anul în care a scris romanul (1948), pentru a avertiza asupra derapajelor stalinismului.